# Sherwoodskogen

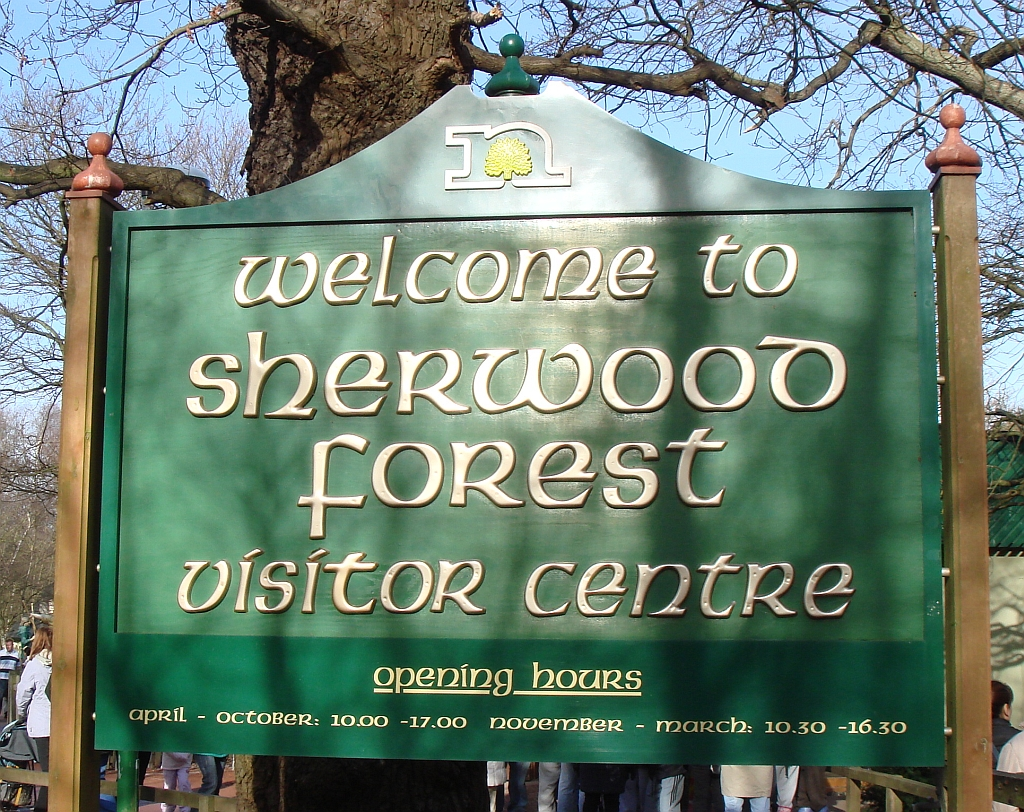
Sherwoodskogen

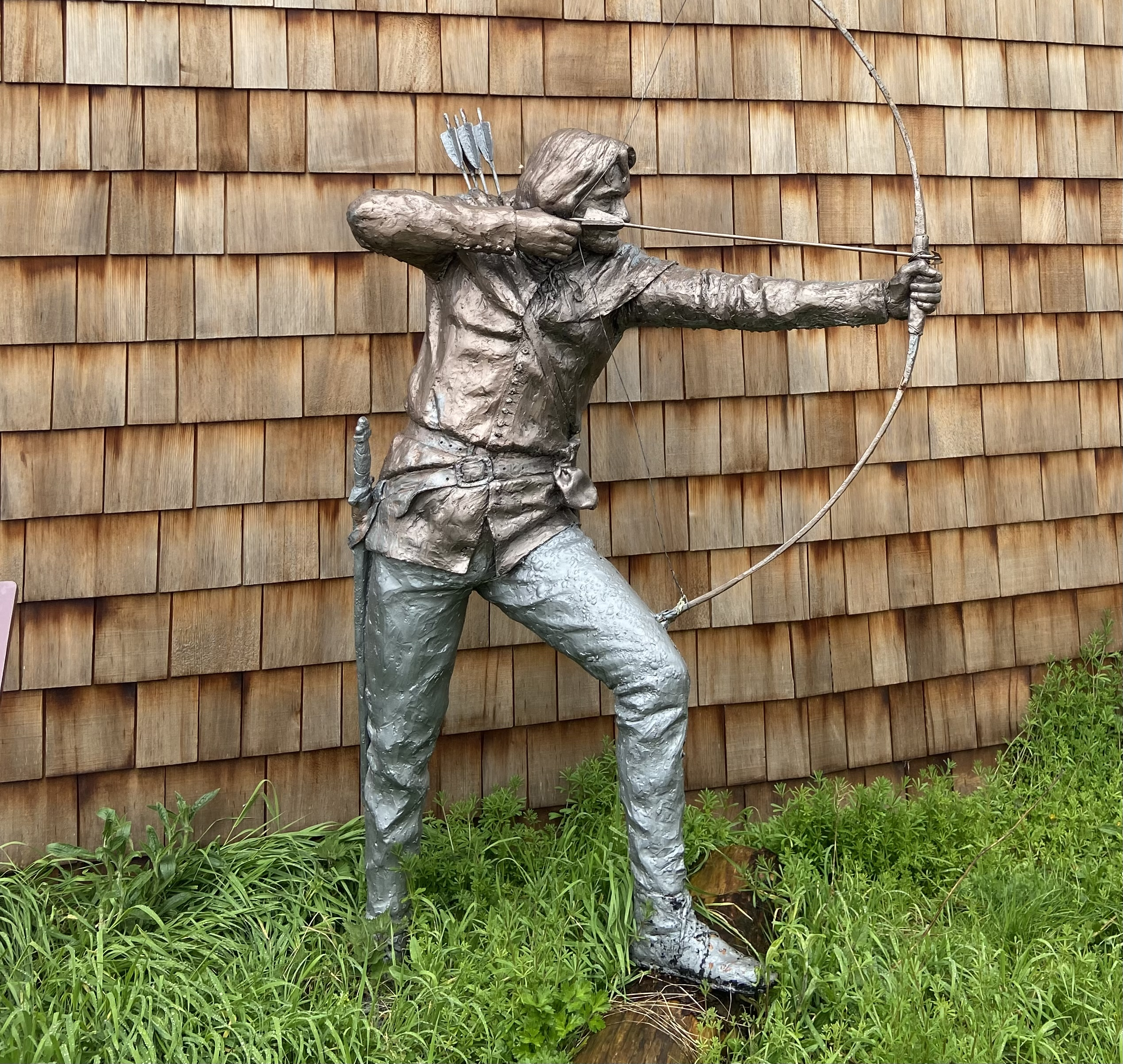
En staty föreställande Robin Hood i Sherwoodskogen.

Sherwoodskogen (engelska: Sherwood Forest), är en skog i Nottinghamshire i England och skådeplatsen för legenderna om Robin Hood. Området är 1 046 hektar stort. Delar av skogen är ett naturreservat som lockar 350 000 turister per år.